# 겟백
《겟백》은 2019년 5월 8일에 네이버 웹툰에서 연재를 시작한 목요웹툰으로 세윤 작가의 데뷔작이다. 2018 네이버 최강자전에서 3위를 한 작품이며, 장르는 드라마, 액션, 스릴러이다. 7년 전 운명이 뒤바뀐 자매의 이야기를 다루고 있으며 15세 이용가이다. 현재 1부(2019.05.09~2020.03.11)와 2부(2020.03.18~2021.02.03)를 마치고 3부(2021.04.01~2022.04.06)까지 마쳤다. 마지막 후기(2022.04.13)를 내고 비로소 완결을 맺었다.

## 등장인물
염다정
- 겟백의 주인공.
- 담록원 출신이며 예술능력 특화 1급으로, 담록원 최초 1급이다.
- 담록원에서의 화재 피해로 얼굴과 몸 곳곳에 흉터를 가지고 있다.
- 윤은정과 친자매이고, 염철수와 친한 오빠 동생 사이이다.
- 담록원 화재사건 이후, 염철수와 함께 염계식에게 입양되었다.

윤은정
- 염다정의 친언니.
- 담록원 출신이며 예술능력 특화 6급이다.
- 1급인 다정을 따라잡기위해 노력하지만 재능의 차이는 이기지 못한다.
- 염다정이 입양될 것이라는 사실을 알고 위기감을 느낀다.
- 어린 염다정에게 숨바꼭질을 제안하고 보일러실에 숨게 한다.
- 숨어있는 염다정 대신 본인이 염다정인 척하고 입양을 간다.

염철수
- 염다정과 함께 염계식에게 입양되었다.
- 담록원 출신이며 신체능력 특화 2급으로, 담록원 신체능력분야 최초 2급이다.
- 담록원에서의 화재 피해로 한쪽 눈을 잃었고, 얼굴과 몸 곳곳에 흉터를 가지고 있다.
- 자신과 같은 나이의 은정을 좋아했다.

염계식
- 겟백의 최고 악당.
- 담록원 출신이며 두뇌활용능력 특화 2급이다.
- 자신이 입양한 아이들에게 '아버지'라고 부르게 강요한다.
- 훈육이랍시고 휘두르는 폭행, 트라우마를 아무렇지 않게 행하고 건들인다.
- 인연을 잘라내는 것에 거부감이 없다.

염나연
- 염계식이 만든 가족들 중 1인자이자 실세.
- 담록원 출신이며 신체능력 특화 3급, 여성이다.
- 염계식에게서부터 염다정과 염철수를 자신만의 방식으로 보호하려 한다.
- 염계식이 경계하고 있는 존재이다.
- 사망하였다.

윤건
- 윤은정이 입양되며, 윤은정과 남매가 되었다.
- 윤은정이 입양된 영성그룹의 부회장과 그의 아내 신숙영의 친아들이지만 부족한 재능으로 박대를 받는다.
- 영성미술문화재단이 주최한 미술 공모전 심사에 갑자기 껴, 약간의 권력을 휘두르게 된다.
- 집안에 대한 정이 없고, 압박감과 환멸을 느끼며 2부에서부터 비중이 늘어난다.

그 외 등장인물
신숙영
- 윤은정의 양모, 윤건의 친모이다.
- 집착, 광기의 끝판왕이며, 폭력적인 면도 있다.
- 윤은정이 1급이라고 속인 것을 알고있다.

염철중
- 염다정과 염철수의 작은 아버지(역할)이다. (하지만 아버지로 생각한다.)
- 염계식의 부하로, 염계식과는 달리 염다정과 염철수에게 인간적이다. (염다정의 미술을 응원한다.)
- 원래 직업은 변호사로, 염계식을 존경하여 변호한 일이 있다.
- 성정이 깊은 인물이지만 염계식의 배신으로 1부에서 사망한다.

염하준
- 너무 많은 것을 알아버려, 결국 미쳐버린 인물이다.
- 담록원 출신이며 두뇌활용능력 특화 4급이다.
- 다른 조직과의 물품을 거래하는 일을 한다.
- 폭행에 트라우마가 있다.

황선영
- 신숙영의 비서이다.
- 윤은정이 1급이 아니라는 사실을 알고있다.
- 염다정을 신경쓰고 있다.

한지원
- 과거 담록원에서 염다정, 염철수, 윤은정과 생활했었다.
- 담록원 출신이며 두뇌활용능력 특화 3급이다.
- 사람에 대한 눈치가 빨라, 윤은정의 열등감을 알고있다.
- 영성그룹의 신입사원으로서 윤은정을 만나게 된다.

염강자
- 염계식의 부하이며 염계식이 입양한 아이들의 보호자(삼촌)이다.
- 눈치가 있고, 염철중과 비슷한 면모가 있다.
- 염계식에게 아부를 떠는 인물이지만 염계식만큼 쓰레기는 아니다.
- 하지만, 아이들에게 악영향을 끼친 인물이다.

염홍식
- 염계식의 부하이며 염계식이 입양한 아이들의 보호자(삼촌)이다.
- 꽃무늬 등이 화려하게 그려진 옷을 즐겨입는다.
- 개그 캐릭터로 묘사되지만 염계식만큼 나쁜 인물이다.
- 성질대로 행동하는 경향이 있다.

염강호
- 염계식에게 입양된 아이들 중 가장 연장자이다.
- 냉철한 판단력을 가지고 있고 그만큼 악당스러운 짓을 많이 벌인다.
- 잔머리를 많이 굴리는 타입으로 염계식에게 맞은 적이 없다.

염진우
- 염계식에게 입양된 아이들 중 한 명이다. (가장 늦게 입양되었다.)
- 염홍식의 말에 따르면 담록원에서 입양된 인물이 아니다.
- 말을 생각 없이 내뱉는 타입으로 식구들 사이에서 이리 치이고 저리 치이는데, 특히 염다정에게 많이 까인다.
- 염다정을 감시하는 역할인데, 위와 같은 이유 때문에 악감정을 가지고 있다. (후에 일을 치른다.)

곽지은
- 염다정과 같은 고등학교의 미술부원이다.
- 염다정보다 선배이며, 염다정에게 호의적이다.
- 졸업 후, 미대에 진학하게 되고 염다정과 꾸준히 연락하는 듯 하지만 후에 연락이 끊긴다.
- 3부에서 염다정이 붓을 잡을 수 있도록 도와주는 사람이다.

안예준
- 염철수와 친구인 남학생이다.
- 염철수와 같은 반이며 공부를 잘하는 편이다.
- 같은 반 일진 학생한테 자신의 노트 등을 뺏기는 괴롭힘을 겪는다. (철수가 말린다.)
- 염다정에게 좋은 감정이 있는 듯 하다. (염철수에게는 말 못한다.)
- 염다정에게 공부를 가르쳐준다. (과외)

강소희
- 염다정과 같은 미술 학원의 입시생이다.
- 본인 스스로에게 엄격하며 그림 부분에서는 뛰어나다고 인정 받는다.
- 중학생부터 미술 학원을 다녔다.
- 염다정의 가족 이야기를 듣고, 염다정을 자신의 집에서 머물게 한다.
- 2부에서 사망한다.

## 배경
담록원
전국에서 인재들을 모으는 보육원이다. 아이들을 예술능력 특화, 신체능력 특화, 두뇌활용능력 특화에서 분류하며 1급부터 7급까지 급수를 매긴다. (하지만 등급이 7급까지 떨어진 아이는 담록원에서 쫓겨난다.) 급수 측정은 1년에 1번 이루어지고 방식은 절대 평가이다. 담록원은 영성그룹 산하에 있으며, 일반 교육과정보다 높은 수준으로 가르친다. 대부분 높은 급수를 가진 아이들을 영성그룹 사람들이 입양해간다.
석호건설
염계식이 백철중을 데리고 만든 조직폭력배 집단으로, 주로 영성그룹의 더러운 일을 처리하며 뒷받혀준다. 특이하게도 염계식은 가족이라는 형식, 구조를 내세운다. 백철중과 염강자, 염홍식이 초기 멤버이며, 이후로 아이들을 계속하여 입양한다.(염다정, 염철수, 염나연, 염하준 등)
영성그룹
작중에서의 제일 큰 기업이다. 윤범식의 부친이자 전 영성그룹의 회장인 윤환(담록원을 세운 사람이다.) 대에서 설립된 것으로 추정된다.

## 작가
1997년 12월 18일에 출생했다. 데뷔작이 네이버웹툰 《겟백》이다. 수상 경력으로 2018년 네이버웹툰 최강자전 3위가 있다. 반려묘 '만두'의 집사이다. 인스타그램과 블로그를 운영하고 있다. Q&A와 특별편 등을 보면 유머스러운 성격으로 보인다. 세윤 작가 이메일은: diffkfl168@naver.com이다.

## OST
| 제목                          | 작곡가 | 삽입 회차    | 회차 제목      |
| ----------------------------- | ------ | ------------ | -------------- |
| 화염(Flame)                   | Nier   | 1부 13화     | 재회           |
| 굴레(Trap)                    | Nier   | 1부 17화     | 울타리(1)      |
| 가족(Family)                  | Nier   | 1부 40화     | 백철중         |
| 균열(Crack)                   | Nier   | 1부 41화     | 상실           |
| Killing the dog after hunting | Nier   | 2부 21화     | 동상이몽(5)    |
| AWAKE                         | Nier   | 2부 24화     | 전도(3)        |
| My Bad                        | Nier   | 2부 36화     | 선택의 결과    |
| Lefty                         | Nier   | 2부 마지막화 | 선택           |
| 전환점                        | MZ     | 3부 6화      | 도약           |
| 죄의 무게                     | Nier   | 3부 11화     | 호랑이 새끼(2) |

## 1부 줄거리
염다정, 염계식의 자식이 되어 깡패 일을 한다. 더불어 고등학교 또한 다니며 충동&우연으로 미술을 시작하게 된다. 전국 미술 공모전에도 참여하여 (윤건의 개입으로)특선을 받게 되고, 그 공모전에서 대상을 받은 작품을 보기 위해 수상식을 참여했다가 윤은정을 만나게 된다.
어느 날 염다정은 집으로 가던 길에 염하준을 발견하게 되고, 염하준의 상황이 위험하다고 판단하게 된다. 염하준을 구하다가 부상을 입게 되고, 그 후로 새인생을 살게 된다. (살기로 한다.)

## 2부 줄거리
염다정은 강소희에게 자신의 가족이 조폭이라는 사실을 들킨다. 강소희는 염다정에게 가출을 권유하게 되고, 염다정은 강소희의 집에서 생활한다. 하지만 강소희의 집에서 생활한다는 사실을 들키게 된다. 염강호와 염진우, 윤은정과 손을 잡은 한지원에게 돌이킬 수 없는 상처를 입는다. (염다정이 흑화하게 되는 계기가 된다.)

## 3부 줄거리
2부의 시점에서 5년이라는 시간이 지난 시점으로 진행된다. 3부에서 염다정은 눈빛은 다 죽어있는 상태로, 왼손으로 하는 생활에 완벽히 적응을 하지는 못한 상태이다. 염계식의 지시로 다른 회사와 계약을 하러 가서 그 회사 사람의 자극으로 아무렇지 않게 염철수에게 폭행을 지시한다. 폭행 후 억지로 계약을 하곤 염계식에게 계약 성사 건을 보고하여 담록원이 재건된 소식을 듣게된다. 염계식의 지시로 담록원으로 이동하던 염다정은 곽지은을 만나게 되고 곽지은은 자주 놀러오라는 말을 남긴다. 담록원에 간 염다정은 6급의 아이를 데려오게 된다.
5년이라는 시간 동안 염강자는 다른 삶을 산다. 아이도 있으며, 깡패 생활은 다 잊은듯 분식집을 하며 사는 소식을 염다정이 접하게 된다.
염다정은 그 소식을 듣고 염강자의 분식집에서 
염강자와 아이가 함께있는 모습을 보게된다.